# 공공 신용 추가 지원 계획에 관한 보고서

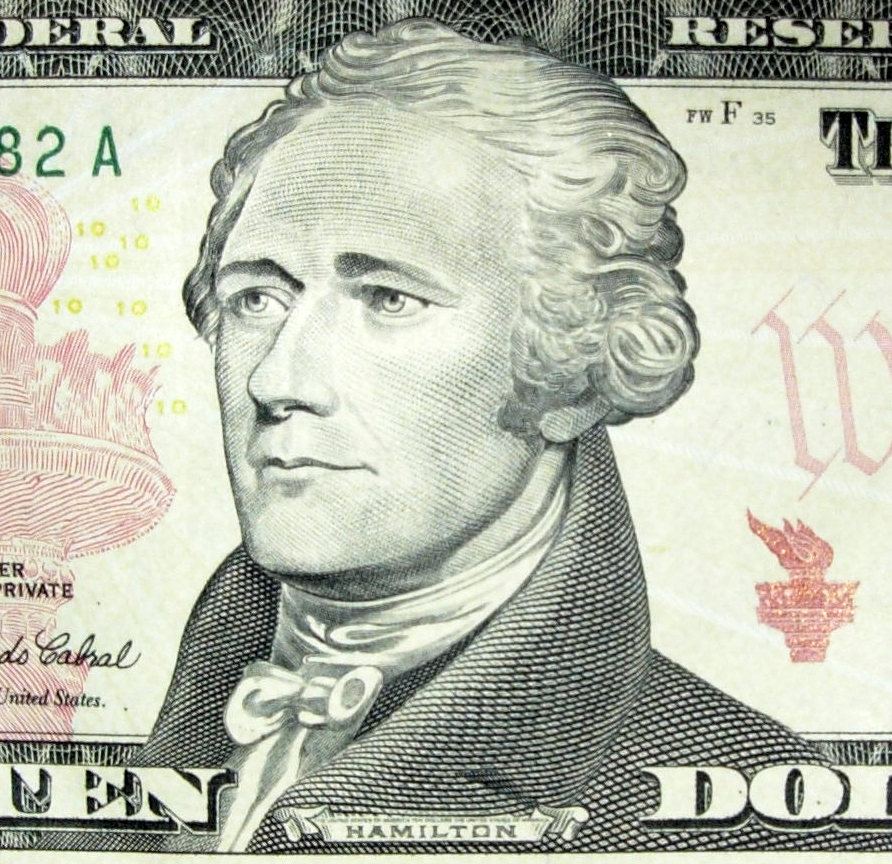
10달러 지폐의 알렉산더 해밀턴

미국사에서 공공 신용 추가 지원 계획에 관한 보고서(영어: Report on a Plan for the Further Support of Public Credit)는 1795년 1월 16일 초대 미국의 재무장관, 알렉산더 해밀턴이 미국 의회에 제출한 "고별" 보고서이다. 이 보고서에서 해밀턴은 그가 지금까지 시행한 재정 프로그램을 옹호하고 "모든 예상을 뛰어넘는 번영"을 이룬 재정 시스템을 칭찬했을 뿐만 아니라, 기존 수익원을 열거하고, "공공 부채"와 그에 따른 이자를 상환하여 현재 자금 조달 시스템을 안정화하기 위한 계획을 설명하며, "궁극적으로 모든 정부를 위태롭게 할 점진적인 부채 누적을 방지"하기 위해 공공 신용 시스템에 대한 개정안을 제안했다.
본질적으로 이 보고서는 공공 부채가 나중에 통제 불능이 될 것이라는 민주공화당원들의 우려를 해소하기 위해 제출되었다. 해밀턴은 이어서 영국 부채의 미국 내 압류에 대해 의회에서 채택된 결의안과 그것이 "원칙이나 관행에 의해 정당화되지 않을 뿐만 아니라 공공 신용의 건전한 원칙을 완전히 전복시키는 것"이라고 논의했다.
그는 계속 발전하는 세계에서 주권의 공공 방어뿐만 아니라 번영을 위한 개인적인 도구로서 신용의 필요성을 옹호하며 연설을 마쳤다.

## 개요

### 기존 수익원
- 수입 품목 (영구적이며 부채의 존재와 비례함)
- 선박의 톤수 (영구적이며 부채의 존재와 비례함)
- 미국 내에서 증류된 증류주 및 증류기 (영구적이며 부채의 존재와 비례함; 잉여금은 원금 상환에 사용됨)
- 편지의 우표 (영구적이거나 특정 배정 없음)
- 특허 수수료 (영구적이거나 특정 배정 없음)
- 은행 주식 배당금 (영구적이며 주식 보유 기간과 비례함)
- 미국 내에서 제조된 코담배 (일시적; 각 통과일로부터 2년)
- 미국 내에서 정제된 설탕
- 경매 판매
- 와인 및 증류주 소매 면허
- 인력 운송용 마차[1]

### 기존 지출 및 부채
- 미국 정부 및 공동 방어를 위한 600,000달러.
- 외국 차관에 대한 이자.
- 국내 부채, 또는 더 정확히는 미국 원본 부채의 차관으로 생성된 주식에 대한 이자.
- 각 주의 부채에 대한 차관으로 생성된 주식에 대한 이자.
- 채권자 주에 대한 잔액 이자, 이러한 배정은 여기에 열거된 순서에 따라 우선순위를 설정한다.
- 일시적 관세는 1,292,137.38달러의 특정 금액과 외교 비용을 위해 차용하도록 승인된 1,000,000달러의 이자 지급에 부과된다.
- 미국의 담보 국내 부채는 세 가지 종류의 주식으로 구성된다: 하나는 현재 연 6%의 이율을 가지며, 다른 하나는 1800년 이후 동일한 이율을 가지며, 세 번째는 현재 3%의 이율을 가진다; 각 경우의 이자는 분기별로 지급된다.
- 현재 및 이연 6% 주식은 원금 및 이자 모두에 대해 원금의 8%를 초과하는 비율로 상환될 수 없다; 그러나 3% 주식은 임의로 상환될 수 있다.
- 국내 부채 차관에 가입하기 위한 조항은 1794년 12월 말에 만료되었으며, 미가입 잔액에 대한 추가 조항은 마련되지 않았다.
- 자금 조달법은 차관에 가입하기에 적절하다고 생각하지 않는 미국의 채권자들의 계약 및 권리를 명시적으로 확인하며, 그들에게 제안된 제안의 결과에 따라 추가 및 다른 조치에 대한 기대를 준다.
- 서부 영토에 있는 모든 미국 토지의 수익금은 자금 조달법 이전 또는 그에 따라 미국이 책임이 있거나 책임이 있는 공공 부채의 모든 부분을 상환하는 데 사용된다.
- 이에 더하여, 정기적인 상환 기금이 지속적으로 조성되었으며, 미국 대통령의 승인을 받아 미국 고위 공무원 5명의 지휘 하에 사용될 예정이다. 이 기금은 지금까지 세 부분으로 구성되었다: 1. 1790년 말까지의 수입 및 톤수 관세의 잉여금; 2. 목적을 위해 차용하도록 승인된 2,000,000달러를 초과하지 않는 차관 수익금 (이 두 기금은 구매에 투자됨); 3. (앞의 두 기금이 해결되는) 재무부에 구매, 상환 또는 지급된 공공 부채의 이자, 그리고 이자를 위해 배정된 자금의 잉여금 (있을 경우); 이 자금은 1. 기금이 현재 이율 6%인 미결제 주식의 2%와 같아질 때까지 부채 구매에 사용되고, 2. 그 주식의 상환에 사용되며, 마지막으로 3. 공공 부채의 미상환 잔액 구매에 사용된다. 그러나 이 기금에서 부채 구매를 위한 차관의 이자 지급 및 원금 상환을 위해 8%를 초과하지 않는 금액이 유보된다.[1]

## 제안
개요에 이어 해밀턴은 향후 안정과 생존을 보장하되 불멸은 아닌, 필요하다고 생각하는 10가지 수정안을 제안했다.

## 결론

### 주조세 및 압류
해밀턴의 결론에는 두 가지 철학적 질문이 포함되어 있었는데, 둘 다 공공 신용이라는 개념에 광범위한 영향을 미쳤다. 본질적으로, 정부는 자체 자금에 세금을 부과할 권리가 있는가, 그리고 정부는 분쟁이나 전쟁 시 해당 개인의 국가와 외국 채권자의 자금을 압류하거나 몰수할 권리가 있는가?
해밀턴은 정부가 채권자와 계약을 체결할 때, 채권자가 자신 또는 다른 사회의 일부로서가 아니라 자연상태의 개인과 계약을 체결한다고 믿었다. 첫째, 자신의 국경 내에서 채권자에게 지불해야 할 수익의 일부를 가져가는 것은 약속 위반에 해당하며, 이는 신용이 가치를 얻는 기반이 되는 신뢰를 무너뜨린다. 합리적인 채권자가 정부와의 계약이 유지될 것이라고 기대할 수 없다면, 다른 사람들은 위험한 미래 투자에 나서지 않을 것이고, 자금 가용성이 줄어들 것이다. 자금 가용성은 정부가 경제를 성장시키는 데 사용할 수 있는 레버리지와 직접적인 관련이 있으므로, 신뢰 위반은 경제 안정의 미래에 치명적인 결과를 초래할 수 있다. 또한, 채권자 시민에게 부과되는 세금은 엄청나게 추정 불가능하지만 명백히 불균형할 것이다. 채권자들은 소비에 부과되는 일반 세금뿐만 아니라 투자에 대한 세금도 부과될 것이다. 따라서 정부에 대한 신뢰를 바탕으로 성공에 투자한 사람들은 그 성공에 대해 불합리하게도 가장 많은 비용을 지불하게 될 것이다.
외국 채권자 문제에 대해 일부는 정부가 교전국의 국경 내에 거주하는 시민의 모든 재산을 몰수할 권리가 있다고 믿었다. 아마도 해밀턴은 교전국의 보호와 보안 아래 얻어진 재산은 해당 국가에 대한 세금을 통해 지불되므로, 적어도 정치적으로는 몰수의 대상이 되어야 한다고 동의했다. 그러나 문제의 재산이 채무자 국가의 정부와 법률의 신뢰 아래 확보될 때, 그 신뢰는 무너져서는 안 된다.
사실 재산이란 그것을 유익하게 사용하지 않는다면 허구에 불과하다. 많은 경우 소득이나 연금 자체가 재산이다. 일반적인 관습이 원칙을 통제할 수는 있지만, 그것은 관습이 명확하게 적용되는 범위 내에서만 가능하다. 그것은 유추에 의해 확장되어서는 안 된다.

### 신용
해밀턴은 미국이 아직 매우 젊기 때문에 유럽 강대국들과 경쟁하기 위해 제조품의 필요성 때문에 그들의 변덕에 굴복하기보다는 신용의 "활력을 불어넣는 원칙"을 통해 활력과 에너지를 유지해야 한다고 의회에 상기시켰다.
어떤 국가도 다른 국가들과 동등한 조건으로 경쟁하거나 그들의 기업에 대해 안전할 수 없으며, 그들과 마찬가지로 [신용]을 활용할 수 있어야 한다. 그리고 온건한 금전적 자본과 그다지 다양하지 않은 산업을 가진 젊은 국가에게는 두 가지 모두에서 더 발전한 국가들보다 신용이 더욱 필요하다.

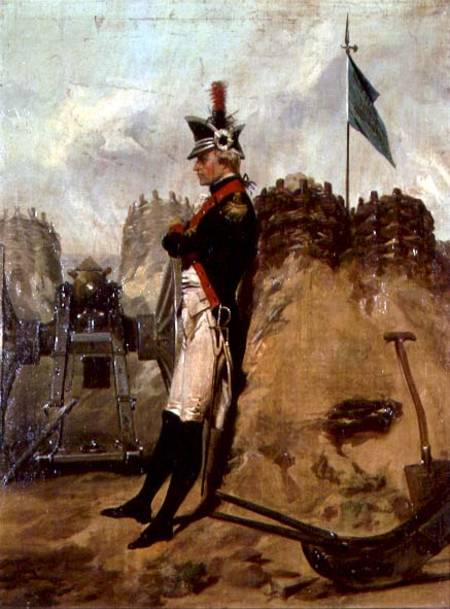
알론조 채플(1828–1887)의 "알렉산더 해밀턴의 뉴욕 포병대 제복"

외부적 이점과 잠재적 해악 외에도, 해밀턴은 공공 및 민간 신용이 필연적으로 연결되어 있으며, 개발도상국에서 모든 직업의 사람들이 자신의 사업을 시작하기 위해서는 민간 신용도 동등하게 필요하다고 언급했다.
무엇이든 유용한 것을 소중히 여기고 그 오용을 경계하는 것이 지혜이다. 미국이 공공 신용의 가장 엄격한 원칙을 확고히 고수함으로써 가능한 모든 에너지를 공공 신용에 부여하고, 공공 지출에서 진정한 절약과 시스템을 통해 과도한 사용의 폐해를 피하고, 꾸준히 평화를 유지하며, 현재의 부채를 줄이고, 새로운 부채의 축적을 방지하며, 필요에 의해 계약될 부채를 합리적인 기간 내에 상환하기 위해 진지하고 효율적이며 인내심 있는 노력을 기울이는 것이 가장 진정한 정책이 될 것이다. 공공 신용의 원칙을 모범적으로 준수함으로써 민간 신용을 배양하고 육성하며, 정의의 신속하고 강력한 집행과 채권자의 정당한 청구를 회피할 희망에 기반한 부채 발생의 모든 유혹을 제거함으로써 전자의 오용을 경계하는 것이 현명할 것이다.

## 재무장관직 사임
1795년 1월 31일, 해밀턴은 재무장관 직책에서 물러나 뉴욕의 법률 개인 사무실로 돌아갔다.

## 같이 보기
- 공공 신용에 대한 첫 번째 보고서
- 공공 신용에 대한 두 번째 보고서
- 제조업에 대한 보고서
- 연방주의자 논집
- 연방당